# NGC 2405
NGC 2405 este o galaxie situată în constelația Gemenii. A fost descoperită în 7 noiembrie 1864 de către Albert Marth.